# Pierre Bertaux
Pierre Bertaux (* 8. Oktober 1907 in Lyon; † 14. August 1986 in Saint-Cloud, Département Hauts-de-Seine) war ein französischer Germanist, Politiker und Geheimdienstfachmann in der Résistance. Er war  Offizier der Ehrenlegion, Träger des Croix de guerre und Compagnon de la Libération.

## Leben
Pierre Bertaux war Sohn des Germanisten Félix Bertaux. Auch sein Großonkel Felix Piquet war Germanist. Durch seinen Vater, der große Verdienste bei der Durchsetzung des Werkes von Gerhart Hauptmann in Frankreich erworben hatte und mit vielen deutschen Exilschriftstellern befreundet war, wurde Pierre schon früh mit deutscher Kultur und Literatur bekannt. Er besuchte zunächst Lycées in Rouen und Mainz, später die Lycées Janson-de-Sailly und Louis-le-Grand in Paris. Nach dem Wechsel auf die École normale supérieure (ENS) 1926 zählten zu seinen Schulkollegen u. a. Jean-Paul Sartre und Raymond Aron. Anschließend studierte Bertaux in Paris und Berlin. Er war 1927 bis 1928 der erste französische Student an der Berliner Universität nach dem Ersten Weltkrieg und Lektor am Romanistischen Institut bei Eduard Wechssler. In Berlin lernte Bertaux Brigitte Bermann-Fischer, die Tochter Samuel Fischers, und Golo Mann kennen, mit denen ihn langjährige Freundschaften verbanden. Mit seiner Dissertation “Hölderlin. Essai de biographie intérieure” wurde Bertaux 1936 zum seinerzeit jüngsten Docteur ès lettres in Frankreich promoviert.
1932 war Bertaux Wahlhelfer für den sozialistischen Abgeordneten Pierre Viénot, der sich in den späten 1920er Jahren für das Comité Franco-Allemand d’Information et de Documentation (auch bekannt als Mayrisch-Komitee) und eine deutsch-französische Wiederannäherung einsetzte. 1934–35 war Bertaux im Auftrag von Georges Mandel beim französischen Rundfunk als Chef des émissions parlées (Sendeleiter für Wortsendungen) tätig. 1936–37 war er Büroleiter bei Viénot, der inzwischen als Unterstaatssekretär für Auswärtige Angelegenheiten Unabhängigkeits-Statuten für die französischen Mandatsgebiete Libanon und Syrien entwickelte. In den beiden folgenden Jahren übernahm Bertaux Lehraufträge im Fach Deutsch an den Universitäten von Rennes und Toulouse.
Von 1939 bis 1940 gehörte Bertaux der französischen Armee an, zunächst als Übersetzer, dann beim Informationsministerium als Organisator deutschsprachiger Sendungen. Nach der französischen Niederlage 1940 war er in der unbesetzten Zone Südfrankreich eine der führenden Persönlichkeiten der Résistance. 1941 wurde er verhaftet und von einem Militärgericht des Vichy-Regimes in Toulon zu einer Freiheitsstrafe verurteilt. Nach seiner Entlassung ging er in den Untergrund und wurde während der Libération 1944 Regierungsbevollmächtigter ("Commissaire") in Toulouse. Von 1946 bis 1947 war er Kabinettsdirektor für öffentliche Arbeiten und Transportwesen, in den Jahren 1947–48 Präfekt im Département Rhône. Nach weiteren Verwaltungstätigkeiten wurde er 1949 zum Direktor der Sûreté nationale ernannt. Diesen Posten verlor er, als er 1951 vor Gericht bezeugt hatte, dass er sich auf ein Ehrenwort des Gangsters Paul Leca (1905–1966), der die Juwelen der Begum stahl, verlassen könne. Als Berater des S. Fischer Verlags war er zu Beginn der 1950er Jahre maßgeblich an dessen Entscheidung beteiligt, künftig auch Taschenbücher zu veröffentlichen. Von 1953 bis 1955 saß Pierre Bertaux als Senator für Französisch-Sudan, das heutige Mali, im Senat.
1958 setzte Bertaux dann seine Hochschullaufbahn fort und lehrte bis 1965 Germanistik an der Universität Lille. Zusammen mit Ilse Grubrich-Simitis beriet er Anfang der 1960er Jahre den S. Fischer-Verlag beim Aufbau der Paperback-Reihe Welt im Werden, die sich mit damals wegweisend neuen Themen wie Evolutionsbiologie, Kybernetik, Automation u. a. beschäftigte. Von 1965 bis 1981 war er Professor an der Sorbonne. 1968 gründete er das »Institut d'allemand d'Asnières« (heute Département Études germaniques der Université Sorbonne Nouvelle – Paris 3), das er als Direktor leitete und das ihm als Laboratorium für neue Formen der Germanistik diente: schriftliche und mündliche Unterrichtssprache war Deutsch, als Unterrichtsmaterialien sollten deutschsprachige Tageszeitungen und Massenmedien dienen. Alle Studierenden sollten ein Jahr an einer deutschen Universität und ein halbes Jahr in einem deutschen Unternehmen die deutsche Kultur (civilisation allemande) in der Realität kennenlernen. Ziel der Ausbildung waren "junge Europäer". Bertaux engagierte sich auch stark für einen deutsch-französischen Studentenaustausch. 1970 wurde Bertaux in Deutschland mit der Goethe-Medaille und 1975 mit dem Heinrich-Heine-Preis der Stadt Düsseldorf ausgezeichnet. Bertaux starb am 14. August 1986 im Alter von 78 Jahren in Saint-Cloud, Hauts-de-Seine. Sein Sohn Daniel Bertaux ist ein renommierter Soziologe, sein Sohn Jean-Loup Bertaux ein bekannter Astronom, sein Sohn Michel ist Jurist.
Als einer der bedeutendsten französischen Germanisten des 20. Jahrhunderts hat Bertaux der Hölderlin-Forschung neue Impulse gegeben, auch wenn seine Thesen in Bezug auf das Jakobinertum des schwäbischen Dichters und bezüglich der Aussage, dass Hölderlin nicht geisteskrank, sondern ein „edler Simulant“ war, bis heute umstritten blieben. Bertaux galt außerdem als exzellenter Goethe-Kenner. Sein Denken reichte in vielem über den gewohnten Rahmen des akademischen Faches Germanistik sowohl in Frankreich wie auch in Deutschland hinaus.

## Werke (Auswahl)
Auf Französisch:
- Hölderlin, Essai de biographie intérieure, Paris, Hachette, 1936
- La mutation humaine, 1964
- La libération de Toulouse et de sa région, éd. Hachette, 1973
- Hölderlin ou le temps d'un poète, Paris, Gallimard, 1983
- Mémoires interrompus par Pierre Bertaux, Hansgerd Schulte, Presses Sorbonne Nouvelle, 2000 ISBN 2910212149
- Un normalien à Berlin. Lettres franco-allemandes (1927–1933). Hrsg. von Hans Manfred Bock. PIA, Asnières 2001 (Publications de l'Institut d'Allemand 29). ISBN 2-910212-16-5 (teilweise mit deutscher Übersetzung)

Auf Deutsch:
- Mutation der Menschheit: Zukunft und Lebenssinn. Scherz, München 1963 (auch unter dem Titel Mutation der Menschheit: Diagnosen und Prognosen bei S. Fischer, Frankfurt/M. 1963)
- Afrika. Von der Vorgeschichte bis zu den Staaten der Gegenwart (Fischer Weltgeschichte, Bd. 32). S. Fischer, Frankfurt/M. 1966
- Hölderlin und die Französische Revolution. Suhrkamp, Frankfurt/M. 1969 (Neuauflage: Aufbau, Berlin 1990. ISBN 978-3351017057)
- Wie ich Germanist wurde. In: Siegfried Unseld (Hrsg.): Wie, warum und zu welchem Ende wurde ich Literaturhistoriker? Eine Sammlung von Aufsätzen aus Anlaß des 70. Geburtstags von Robert Minder, S. 27–38. Suhrkamp, Frankfurt/M. 1972
- Friedrich Hölderlin. Suhrkamp, Frankfurt/M. 1978 ISBN 3-518-02148-6 (Neuauflage: Insel, Frankfurt/M. 2000 ISBN 978-3458343523)
- Ein französischer Student in Berlin. In: Sinn und Form 35 (1983), H. 2, S. 314–327
- Gar schöne Spiele spiel' ich mit dir! Zu Goethes Spieltrieb. Insel, Frankfurt/M. 1986. ISBN 978-3458145042